# Aiteng ater
Aiteng ater is een slakkensoort uit de familie van de Aitengidae. De wetenschappelijke naam van de soort is voor het eerst geldig gepubliceerd in 2009 door Swennen & Buatip.